# Ретциус, Магнус Густаф
Магнус Густаф Ретциус (швед. Magnus Gustaf Retzius; 17 октября 1842, Стокгольм — 21 июля 1919, там же) — шведский учёный-медик, врач, физиолог, антрополог, анатом, гистолог, журналист и редактор. Доктор медицины. Член Шведской академии (с 1901) и Шведской королевской академии наук.

## Биография
Родился в семье анатома Андерса Ретциуса. Внук естествоиспытателя и химика Андерса Яхана Рециуса.
Образование получил в Уппсальском университете. В 1866 году получил звание кандидата медицины, затем перешёл в Каролинский институт, где в 1869 году получил лицензию на занятия медициной; в 1871 году в Лундском университете стал доктором медицины
С 1877 года — адъюнкт-профессор гистологии Каролинского института, с 1888 года — заведующий кафедрой, с 1889 года — полный профессор анатомии.
В 1890 году из-за конфликта с другими сотрудниками института ушёл в отставку. Поскольку был финансово обеспечен, благодаря браку, продолжил свои научные исследования за пределами Каролинского института.
Был журналистом и редактором газеты Aftonbladet (1884—1887). Жена — Анна Хиерта, дочь основателя Aftonbladet.
М. Г. Ретциус придерживался либеральных политических взглядов, вёл активную общественную жизнь. Вместе со своей женой основал Фонд Хирти-Ретциуса, которым в настоящее время управляет Шведская королевская академия наук. Фонд учредил два фонда: один для поддержки биологических исследований, а другой — для поддержки проектов важного научного или социального характера.

## Научная деятельность
Автор более 300 научных работ по анатомии, эмбриологии, евгенике, краниометри, зоологии и ботанике. Наиболее известен своими исследованиями в области гистологии нервной системы.
Внёс большой вклад в анатомическое описание мускулов барабанной перепонки, костей среднего уха и евстахиевой трубы. Ретциус также провёл ряд исследований древних шведских и финских черепов. Исследования Густава Ретциуса показали, что среди населения Швеции брахицефалический элемент достигает лишь 13 % и что чистые блондины (то есть обладатели голубых глаз, светлых волос и высокого роста) составляют не более 10 % населения.
Клетки центральной нервной системы медицинских пиявок, которые он описал, сегодня называют клетками Ретциуса.
Ретциус был номинирован на Нобелевскую премию 23 раза с 1901 по 1916 год.

## Избранные труды
- Das Menschenhirn, 2 т. (1896; «Человеческий мозг»)